# ГЕС-ГАЕС Такамі
ГЕС-ГАЕС Такамі (高見発電所) — гідроелектростанція в Японії на острові Хоккайдо. Знаходячись між ГЕС Хагашиносава (21 МВт, вище по сточищу) та ГЕС Шизунай (46,7 МВт), входить до складу каскаду в сточищі річки Шизунай, яка впадає до Тихого океану на південному узбережжі острова.
Верхній резервуар створили на Шизунай за допомогою кам'яно-накидної греблі висотою 120 метрів, довжиною 435 метрів та шириною по гребеню 11 метрів, яка потребувала 5,1 млн м3 матеріалу. Вона утримує водосховище з площею поверхні 6,8 км2 та об'ємом 229 млн м3 (корисний об'єм 149 млн м3), в якому припустиме коливання рівня поверхні між позначками 195 та 221 метр НРМ (під час повені до 226,3 метра НРМ).
Як нижній резервуар використовують водосховище наступної станції каскаду, для якої кількома роками раніше звели бетонну гравітаційну греблю висотою 66 метрів та довжиною 208 метрів, яка потребувала 162 тис. м3 матеріалу. Вона утримує водойму з площею поверхні 1,4 км2 та об'ємом 29,8 млн м3, з яких 6,7 млн м3 відносяться до корисного об'єму.
Через два водоводи завдовжки 269 та 254 метри зі спадаючим діаметром від 5,4 до 3,9 метра ресурс подається до розташованого біля греблі верхнього резервуару машинного залу. Він споруджений у підземному виконанні та має розміри 55х22 метри при висоті 43 метри. В системі також діє вирівнювальний резервуар висотою 48 метрів та діаметром від 20 до 24 метрів.
Основне обладнання становлять дві оборотні турбіни типу Френсіс потужністю по 103 МВт (загальна номінальна потужність станції рахується як 200 МВт), котрі використовують напір у 105 метрів та забезпечують виробництво 259 млн кВт-год електроенергії на рік. У насосному режимі вони видають 204 МВт та забезпечують підйом на висоту до 121 метра.
Із нижнім резервуаром машинний зал сполучений тунелем завдовжки 1,6 км з діаметром 7 метрів.